# Kapverdensperling

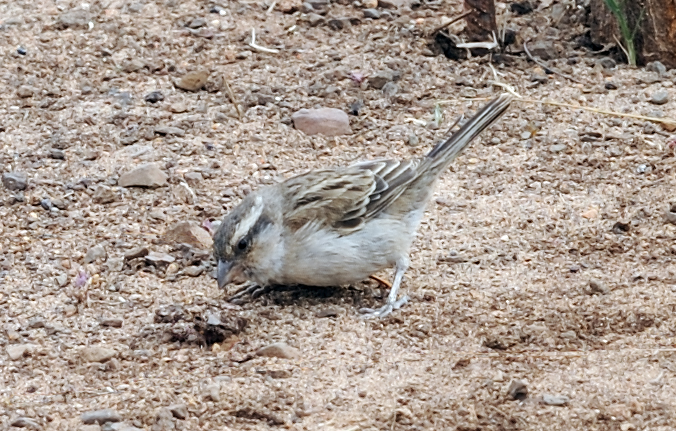
Weibchen des Kapverdensperlings

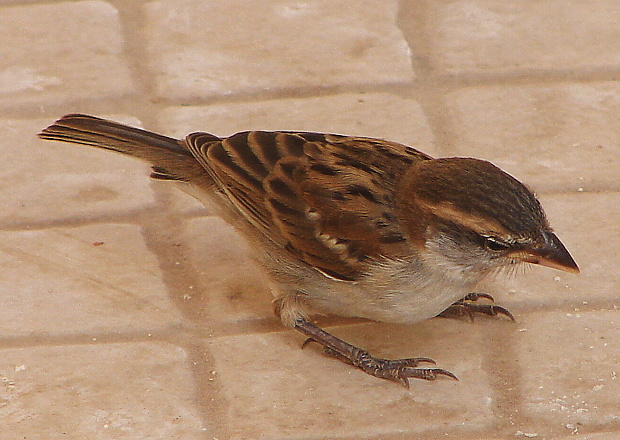
Junges Männchen

Der Kapverdensperling (Passer iagoensis) ist eine Vogelart aus der Familie der Sperlinge (Passeridae), die auf den Kapverdischen Inseln endemisch ist. Er gehört dort meist zu den häufigen Arten und ist nicht bedroht. Auf einigen kleineren Inseln wie Branco, Sal oder Santa Luzia kommt er nur sporadisch vor. Auf Fogo fehlt er.

## Beschreibung
Der Kapverdensperling ist mit einer Körperlänge von 12,5 bis 13 cm durchschnittlich geringfügig kleiner als ein Feldsperling. Die Iris ist dunkelbraun. Beine und Füße sind braun oder bräunlich fleischfarben. Die Geschlechter unterscheiden sich deutlich.
Bei adulten Männchen sind Schnabel, Stirn, Scheitel, Zügel, ein schmaler Augenstreif, Kinn und Kehle schwarz oder schwarzgrau. Der schwarze Scheitel läuft nach hinten in das Grau des Nackens und oberen Rückens aus. Über dem Zügel zeigt sich ein feiner weißlicher Streifen. Über dem Auge beginnend verläuft ein breites, zimtbraunes Band an den Nackenseiten bis zum Hals. Die übrigen Kopfseiten sind silbrig weiß wie auch die Unterseite, die jedoch auf der Brust und zu den Flanken hin gräulich getönt ist. Schulterfedern und Rücken sind kastanienbraun mit schwarzer Streifung, der untere Rücken lebhafter rötlichbraun. Die Oberschwanzdecken sind grau und manchmal etwas bräunlich getönt, die Steuerfedern dunkelbraun mit schmalen, hellen Säumen. Die Mittleren Armdecken sind schwarz mit breiter, weißer Spitze, die Großen Armdecken dunkelbraun mit helleren Säumen und beigebraunen Spitzen. Die schwärzlichen Schwingen und Schirmfedern sind beigebraun gesäumt mit sandfarbenen Basen der Handschwingen. Vögel, die in Lavahöhlen brüten, können wegen der scharfkantigen Gesteinsränder bereits zur Brutzeit recht abgeflogen aussehen. Männchen außerhalb der Brutzeit sind matter gefärbt und zeigen einen hornfarbenen Schnabel.
Das Weibchen ähnelt dem des Haussperlings, unterscheidet sich aber auffällig von dem des Rostsperlings. Es wirkt insgesamt graubraun. Stirn und Scheitel sind dunkler, die Kopfseiten heller gräulich. Daraus steht ein beiger Überaugenstreif hervor, der sich hinter dem Auge stark verbreitert und bogenförmig auf die Nackenseiten reicht. Er wird nach unten begrenzt durch einen dunklen Augenstreif. Kinn und Kehle sind weißlich und gehen in die eher gräuliche Unterseite über. Die Flanken sind beige getönt. Die Oberseite ist bräunlich gefärbt, weist aber wie beim Männchen eine dunkle Streifung auf. Die Seiten des Mantels sind etwas heller. Das Flügelgefieder und die Steuerfedern sind ähnlich gefärbt wie beim Männchen, jedoch matter mit sandfarbenen Säumen. Die weißen Spitzen der Mittleren Armdecken sind weniger breit. Der Schnabel ist an der Basis gelblich hornfarben und wird zur Spitze hin dunkler.
Vögel im Jugendkleid ähneln dem Weibchen. Junge Männchen lassen sich jedoch relativ früh von Weibchen unterscheiden, da der Überaugenstreif dunkler und leicht rötlichbraun gefärbt ist, das Gefieder der Oberseite kräftiger gefärbt ist und schon Grautöne aufweisen kann sowie an Kinn und Kehle schon Anzeichen eines dunklen Latzes ausgeprägt sein können.

## Stimme
Die Rufe ähneln denen des Rostsperlings, sind aber etwas höher. Sie können als scharfes tschisp, tschi-wiep oder tschiu-liep beschrieben werden. Vom Weibchen ist auch ein undeutliches tschirrp oder ein zischendes tschisk zu vernehmen. Viele Rufe ähneln auch denen des Haussperlings. Der Gesang ist eine Aneinanderreihung von Lauten, die sonst als Rufe gebracht werden, ein tschip tschiri tschipp tschiep tschiri tschipp tschiep.

## Lebensraum
Der Kapverdensperling besiedelt vor allem trockene Lavafelder und Felsküsten, aber auch eine Vielzahl anderer Habitate bis in 1200 m Höhe. Auch in der Kulturlandschaft kommt er vor und lebt im städtischen Raum in Parks, auf Plätzen und in Gärten. In Mindelo tritt er auch neben dem Haussperling auf, scheint aber dort zu fehlen, wo der Weidensperling vorkommt.

## Ernährung
Die Nahrung besteht überwiegend aus Sämereien kleinerer Pflanzen wie Gräsern oder Getreide. In Siedlungen werden auch menschliche Nahrungsabfälle gefressen. Die Nestlingsnahrung besteht aus Schmetterlingsraupen und kleineren Heuschrecken. Die Nahrung wird meist in Trupps gesucht, die sich außerhalb der Brutzeit auch zu größeren Schwärmen zusammenschließen können.

## Wanderungen
Der Kapverdensperling ist ein Standvogel, bisweilen finden jedoch Dismigrationen zu anderen Kapverden-Inseln statt. Dadurch werden vermutlich auch die Populationen der kleineren Inseln regelmäßig aufgefrischt, die sonst von Zeit zu Zeit aussterben würden.
Als Irrgast wurde die Art in Bougouni in Mali festgestellt. Im Mai 2013 reiste ein kleiner Trupp auf einem Schiff bis nach Hansweert in den Niederlanden. Die Vögel waren nahe der Insel Raso zunächst auf Schlauchbooten gelandet. Vier Individuen blieben die gesamte Zeit an Bord, andere des vorher ein knappes Dutzend umfassenden Trupps verließen das Schiff auf den Ilhas Desertas und Madeira.

## Fortpflanzung
Die Brutzeit des Kapverdensperlings liegt zwischen September und März, wenn nach Regenfällen das Nahrungsangebot günstig ist. Die Art brütet in kleinen, losen Kolonien. Das etwa 15 × 25 cm große Nest wird in Löchern in Lavafelsen, in Steinmauern, an Gebäuden, in Straßenlaternen oder unter Felsblöcken errichtet. Seltener steht es frei. Es ist kugelförmig und besteht aus dünnen Pflanzenstängeln. Der Eingang liegt an der Seite und die Nistmulde wird mit Haaren und Federn ausgekleidet. Das Gelege besteht aus 3–5 Eiern. Beide Partner beteiligen sich an der Aufzucht der Jungen.

## Systematik
Der Kapverdensperling wurde 1838 von John Gould als Pyrgita Iagoensis erstbeschrieben, das Typusexemplar stammte von Santiago. Einige Autoren haben vorgeschlagen, den Kapverdensperling als Unterart des Rostsperlings (Passer motitensis) einzugliedern, jedoch rechtfertigt zum einen die isolierte Verbreitung den Artstatus, zum anderen werden andere Unterarten des Rostsperlings mittlerweile ebenfalls als eigene Arten angesehen. Man tendiert daher mittlerweile zu der Auffassung, dass der Kapverdensperling mit dem Kordofansperling (Passer cordofanicus), dem Nilsperling (P. shelleyi), dem Sokotrasperling (P. insularis), dem Keniasperling (P. rufocinctus) und dem Rostsperling (P. motitensis) eine Superspecies bildet.